# Йоэнсен, Кристиан
Кристиа́н По́адльссон Йо́энсен (фар. Kristian Pállsson Joensen; род. 21 декабря 1992, Рунавик, Эстурой) — фарерский футболист, вратарь клуба «КИ».

## Клубная карьера
Воспитанник рунавуйкского футбола. Кристиан дебютировал за «НСИ» 23 октября 2010 года в матче фарерской премьер-лиги против клуба «Б71»: на 73-й минуте он заменил Андраша Ганго и отстоял «насухо» остаток встречи. Это была единственная игра голкипера в его первом сезоне на взрослом уровне. В 2011 году Кристиан был арендован клубом «07 Вестур», за который он провёл 13 матчей высшего дивизиона и пропустил в них 24 мяча.
Вернувшись в «НСИ» в 2012 году, Кристиан стал основным вратарём рунавуйчан, приняв участие в 26 встречах чемпионата того сезона и пропустив в них 39 голов. В этом сезоне состоялся его дебют в еврокубках: 5 июля 2012 года он пропустил 3 мяча в матче квалификации Лиги Европы с люксембургским клубом «Дифферданж 03». Неделю спустя Кристиан пропустил аналогичное число голов в ответном поединке. В сезоне-2013 Кристиан впервые в карьере сыграл во всех 27 матчах чемпионата Фарерских островов, пропустив в них 47 мячей.
В январе 2014 года Кристиан проходил просмотр в датском клубе «Брондбю». Полноценный трансфер вратаря не состоялся, однако «НСИ» успел выписать из «07 Вестур» Андраша Ганго ему на замену, поэтому Кристиану всё равно пришлось покинуть стан рунавуйчан: он отправился в тофтирский «Б68» на правах полугодичной аренды. По условиям аренды Кристиан пропустил игру 1-го тура чемпионата против «НСИ»: в ней ворота тофтирцев Рагнар Линдхольм. В составе «Б68» голкипер пропустил 31 гол в 13 матчах первой половины сезона-2014. Тофтирцы не стали запрашивать продление аренды, поскольку были сильно недовольны игрой вратаря, поэтому Кристиан вернулся в «НСИ».
Летом 2014 года состоялся трансфер Кристиана в Данию, но не в «Брондбю», а в более скромный «Люнгбю» из первого дивизиона. Он стал третьим вратарём клуба и в большей части матчей находился вне заявки, а в воротах в это время попеременно стояли Никлас Хёйлунд и Андреас Ларсен. 18 октября Кристиан провёл свою единственную игру за датский клуб в первой лиге, пропустив 1 мяч в поединке с клубом «Скиве». В декабре 2014 года Кристиан покинул «Люнгбю». Затем он вернулся в «07 Вестур» и принял участие в 22 матчах первого дивизиона сезона-2015, пропустив в них 25 мячей. По его итогам сандавоавурцы не смогли повыситься в классе, и голкипер покинул команду.
В 2016 году Кристиан стал игроком клаксвуйкского «КИ». Он стал основным вратарём «сине-белых», отыграв 26 матчей в высшей лиге и пропустив в них 25 голов. 27 августа Кристиан защищал ворота коллектива из Клаксвуйка в финальной игре Кубка против «Вуйчингура» и стал героем серии послематчевых пенальти, отбив 2 удара, тем самым принеся трофей своему клубу. По итогам сезона-2016 он был признан лучшим вратарём Фарерских островов, а также был включён в символическую сборную чемпионата. Кристиан пропустил по одному кругу первенств 2017 и 2018 годов, сыграв за это время в общей сложности в 35 матчах и пропустив в них 39 мячей.
В сезоне-2019 Кристиан провёл за «КИ» 24 матча в премьер-лиге и пропустил всего 16 голов, а его клуб стал чемпионов архипелага. За свою хорошую игру он во второй раз в карьере получил приз лучшему вратарю Фарерских островов и вошёл в команду сезона. 3 марта 2020 года голкипер стал героем серии пенальти в поединке за Суперкубок Фарерских островов против столичного «ХБ», отразив удар Адриана Юстинуссена, который стоил соперникам трофея. В том же году Кристиан провёл свою первую игру в Лиге чемпионов: 26 августа он пропустил 3 мяча в матче против швейцарского клуба «Янг Бойз». Кристиан стоял в воротах клаксвуйчан и во время кампании в Лиге Европы, закончившейся вылетом от ирландского «Дандолка» на стадии плей-офф. В чемпионате Фарерских островов того сезона он принял участие в 19 встречах и пропустил в них 18 голов. Сезон-2021 Кристиан начал с 3 «сухих» матчей в фарерском первенстве.

## Международная карьера
В 2009—2010 годах Кристиан провёл 2 встречи за юношескую сборную Фарерских островов, пропустив в них 2 мяча. В 2011—2014 годах он был членом молодёжной сборной архипелага и отыграл за неё 8 игр, пропустив 20 голов. В национальную сборную Фарерских островов Кристиан регулярно вызывается с 2012 года, однако он до сих пор не дебютировал за неё.

## Клубная статистика
| Выступление      | Выступление      | Выступление      | Лига | Лига | Кубки | Кубки | Еврокубки | Еврокубки | Прочие | Прочие | Итого | Итого |
| Клуб             | Лига             | Сезон            | Игры | Голы | Игры  | Голы  | Игры      | Голы      | Игры   | Голы   | Игры  | Голы  |
| ---------------- | ---------------- | ---------------- | ---- | ---- | ----- | ----- | --------- | --------- | ------ | ------ | ----- | ----- |
| НСИ Рунавик      | Премьер-лига     | 2010             | 1    | 0    | 0     | 0     | 0         | 0         | 0      | 0      | 1     | 0     |
| НСИ Рунавик      | Итого            | Итого            | 1    | 0    | 0     | 0     | 0         | 0         | 0      | 0      | 1     | 0     |
| → 07 Вестур      | Премьер-лига     | 2011             | 13   | -24  | 2     | -2    | 0         | 0         | 0      | 0      | 15    | -26   |
| → 07 Вестур      | Итого            | Итого            | 13   | -24  | 2     | -2    | 0         | 0         | 0      | 0      | 15    | -26   |
| НСИ Рунавик      | Премьер-лига     | 2012             | 26   | -39  | 1     | -4    | 2         | -6        | 0      | 0      | 29    | -49   |
| НСИ Рунавик      | Премьер-лига     | 2013             | 27   | -47  | 4     | -4    | 0         | 0         | 0      | 0      | 31    | -51   |
| НСИ Рунавик      | Итого            | Итого            | 53   | -86  | 5     | -8    | 2         | -6        | 0      | 0      | 60    | -100  |
| → Б68            | Премьер-лига     | 2014             | 13   | -31  | 4     | -5    | 0         | 0         | 0      | 0      | 17    | -36   |
| → Б68            | Итого            | Итого            | 13   | -31  | 4     | -5    | 0         | 0         | 0      | 0      | 17    | -36   |
| Люнгбю           | Первый дивизион  | 2014/15          | 1    | -1   | 2     | -2    | 0         | 0         | 0      | 0      | 3     | -3    |
| Люнгбю           | Итого            | Итого            | 1    | -1   | 2     | -2    | 0         | 0         | 0      | 0      | 3     | -3    |
| 07 Вестур        | Первый дивизион  | 2015             | 22   | -25  | 2     | -2    | 0         | 0         | 0      | 0      | 24    | -27   |
| 07 Вестур        | Итого            | Итого            | 22   | -25  | 2     | -2    | 0         | 0         | 0      | 0      | 24    | -27   |
| КИ Клаксвик      | Премьер-лига     | 2016             | 26   | -25  | 5     | -3    | 0         | 0         | 0      | 0      | 31    | -28   |
| КИ Клаксвик      | Премьер-лига     | 2017             | 18   | -23  | 4     | -5    | 0         | 0         | 0      | 0      | 22    | -28   |
| КИ Клаксвик      | Премьер-лига     | 2018             | 17   | -16  | 1     | -2    | 4         | -5        | 0      | 0      | 22    | -23   |
| КИ Клаксвик      | Премьер-лига     | 2019             | 24   | -16  | 4     | -6    | 6         | -4        | 0      | 0      | 34    | -26   |
| КИ Клаксвик      | Премьер-лига     | 2020             | 19   | -18  | 2     | -7    | 3         | -7        | 0      | 0      | 24    | -32   |
| КИ Клаксвик      | Премьер-лига     | 2021             | 3    | 0    | 0     | 0     | 0         | 0         | 0      | 0      | 3     | 0     |
| КИ Клаксвик      | Итого            | Итого            | 107  | -98  | 16    | -23   | 13        | -16       | 0      | 0      | 136   | -137  |
| Всего за карьеру | Всего за карьеру | Всего за карьеру | 210  | -265 | 31    | -42   | 15        | -22       | 0      | 0      | 256   | -329  |

## Достижения

### Командные
«КИ Клаксвик»
- Чемпион Фарерских островов (1): 2019
- Обладатель Кубка Фарерских островов (1): 2016
- Обладатель Суперкубка Фарерских островов (1): 2020

### Личные
- Лучший вратарь чемпионата Фарерских островов (2): 2016[11], 2019[13]
- Член Команды года фарерской премьер-лиги (2): 2016[12], 2019[14]